# Джордж Граб
Джордж Джозеф Граб (англ. George Joseph Hrab; 8 червня 1971 року у Белвілі, штат Нью-Джерсі) — ударник, гітарист, композитор та подкастер.
Відомий за виконання рок, фанк та джаз музики а також за популяризацію атеїзму та наукового-скептицизму.

## Біографія
Джордж народився у родині українських католиків у Нью-Джерсі. Його батько (теж на ім'я Джордж) музикант який грав в гурті Tempo з 1959 року.
Джордж Граб здобув освіту бакалавра музики в Моравському коледжі в 1993 році.

## Geologic Podcast
Джордж є ведучим The Geologic Podcast. Це щотижневий подкаст, що складається з особистих історій, комедійних скетчів, коментарів до новин, музики та інтерв'ю.
Подкаст не має ніякого стосунку до Геології. Назва подкасту це словесний каламбур, що містить частину ім'я ведучого та слово логіка.

## Виступ на TEDx Talk
Джордж виступив на TEDxLehighRiver з промовою «Rethinking Doubt: The Value and Achievements of Skepticism» 19 вересня 2015 року.